# Mosquée d'Agadez
La mosquée d’Agadez est le principal édifice religieux de la ville d’Agadez, au Niger. Construite avec l’argile appelée « banco », élevée à l’origine en 1515, elle a été restaurée en 1844. Son minaret qui culmine à 27 mètres demeure la plus haute construction de la ville.

## Histoire
Le sultanat de l'Ayar fut créé au XVe par les Sandal une des confédérations touaregs. Agadez devient alors l'un des principaux centre d'échange commerciaux culturel et religieux entre le Nord et le Sud, du Mzab et du Fezzan jusqu'à l'actuelle Nigeria et entre le Nord et le Sud, de l'Égypte à l'actuelle Mali. Le palais du sultan aurait été construit en face de la mosquée d'Agadez, le palais ayant été construit entre 1430 et 1449, avec l'installation du sultan Ilisawan, la construction de la mosquée est donc antérieure. La construction de la grande mosquée serait l'œuvre d'un certain Zakariya qui serait originaire selon certains de Bagdad et serait arrivé à Agadez entre 1502 et 1515.  Il semblerait donc vraisemblablement qu'un premier monument fut construit avant 1450, suffisamment grande pour être une mosquée du vendredi, mais sans minaret. Ensuite vers 1515, ou 1530, dépendant des versions sur la vie de Zakariya, le monument aurait été agrandi ou reconstruit, et un minaret fut construit, il aurait été ensuite reconstruit vers 1847.